# Ancylosis
Ancylosis is een geslacht van vlinders van de familie snuitmotten (Pyralidae), uit de onderfamilie Phycitinae.

## Soorten
- A. aeola Balinsky, 1987
- A. albicosta (Staudinger, 1870)
- A. albicostella Amsel, 1951
- A. albidella Ragonot, 1888
- A. albifrontella Asselbergs, 2010
- A. albipunctella (Warren, 1914)
- A. amictodes (Turner, 1947)
- A. anarchica Roesler, 1970
- A. ancylodella Roesler, 1973
- A. anguinosella Zeller, 1848
- A. arenaceella Amsel, 1968
- A. arenosella (Staudinger, 1859)
- A. argentescens Hampson, 1912
- A. arianella Roesler, 1973
- A. arimanella Amsel, 1951
- A. aspilatella (Ragonot, 1887)
- A. atrisparsella (Hampson, 1901)
- A. bedoella Lucas, 1948
- A. biflexella (Lederer, 1855)
- A. bohemani (Zeller, 1852)
- A. bonhoti Hampson, 1901
- A. boursinella Roesler, 1970
- A. brunneella (Chretien, 1911)
- A. brunneonervella Roesler, 1970
- A. buckwellella Lucas, 1956
- A. calcariella (Ragonot, 1901)
- A. candidatella Lederer, 1858
- A. canella Roesler, 1973
- A. capensis Ragonot, 1888
- A. carnibasalis Hampson, 1896
- A. cinnamomella (Duponchel, 1836)
- A. citrinella (Ragonot, 1887)
- A. convergens Erschoff, 1874
- A. convexella (Lederer, 1855)
- A. costistrigella (Ragonot, 1890)
- A. cretaceogrisea (Rothschild, 1921)
- A. cundajensis Zeller, 1881
- A. decentella Ragonot, 1887
- A. deserticola (Staudinger, 1870)
- A. detersella Hampson, 1926
- A. dryadella (Ragonot, 1887)
- A. dumetella Ragonot, 1887
- A. euclastella Ragonot, 1887
- A. eugraphella Balinsky, 1987
- A. eurhoda Balinsky, 1989
- A. exiguella Caradja, 1926
- A. externella Roesler, 1973
- A. faustinella (Zeller, 1867)
- A. fractifasciella Ragonot, 1890
- A. fronticornella Roesler, 1973
- A. fulvimarginella Hampson, 1903
- A. fuscosparsella (Marion, 1957)
- A. geminella Amsel, 1961
- A. glaphyria Balinsky, 1987
- A. gracilella Ragonot, 1887
- A. harmoniella (Ragonot, 1887)
- A. hecestella Roesler, 1970
- A. hellenica (Staudinger, 1871)
- A. holozona Lower, 1903
- A. hosanna Roesler, 1970
- A. ianthemis (Meyrick, 1887)
- A. imitella Hampson, 1901
- A. inangulella Warren, 1914
- A. insularella (Ragonot, 1893)
- A. interjectella (Ragonot, 1888)
- A. iranella Ragonot, 1887
- A. karachiella Amsel, 1968
- A. kazerunella Roesler, 1973
- A. lacteicostella (Ragonot, 1887)
- A. latakiella Amsel, 1952
- A. leucocephala (Staudinger, 1879)
- A. limoniella (Chrétien, 1911)
- A. luederitzella Balinsky, 1989
- A. maculifera Staudinger, 1870
- A. magnifica (Butler, 1875)
- A. medioalba (Rothschild, 1921)

- A. melanophlebia Balinsky, 1989
- A. mimeugraphella Balinsky, 1989
- A. monella (Roesler, 1973)
- A. mongoliella Roesler, 1970
- A. montana Balinsky, 1989
- A. morbosella Staudinger, 1879
- A. morrisonella Ragonot, 1887
- A. muliebris (Meyrick, 1937)
- A. mysorella Ragonot, 1888
- A. namibiella Balinsky, 1987
- A. nervosella (Zerny, 1914)
- A. nigripunctella (Staudinger, 1879)
- A. nigritarsea Hampson, 1896
- A. nigronervella Roesler, 1970
- A. niphicosta Roesler, 1970
- A. niveicostella Hampson, 1896
- A. nubeculella (Ragonot, 1887)
- A. oblitella - Levervlekmot (Zeller, 1848)
- A. obscurella Balinsky, 1989
- A. obscuripunctella Roesler, 1973
- A. ocellella (Hampson, 1901)
- A. octella Hampson, 1899
- A. ochracea (Staudinger, 1870)
- A. ochraceela Asselbergs, 2008
- A. ochricostella Ragonot, 1887
- A. pakistanella Amsel, 1968
- A. pallida (Staudinger, 1870)
- A. partitella (Ragonot, 1887)
- A. pectinatella (Ragonot, 1887)
- A. perfervida Balinsky, 1989
- A. pilosella Zeller, 1867
- A. platynephes de Joannis, 1927
- A. plumbatella (Ragonot, 1888)
- A. proniphea (Hampson, 1896)
- A. pseudocandidatella Amsel, 1935
- A. pygmaeella Hampson, 1896
- A. pyrethrella (Herrich-Schäffer, 1860)
- A. resticula Hampson, 1896
- A. rhodochrella (Herrich-Schäffer, 1852)
- A. rhythmatica Dyar, 1914
- A. roscidella (Eversmann, 1844)
- A. rufifasciella (Hampson, 1901)
- A. rufociliella Ragonot, 1888
- A. rufomixtella Zerny, 1914
- A. sablonella (Rothschild, 1915)
- A. sabulosella (Staudinger, 1879)
- A. samaritanella (Zeller, 1867)
- A. sareptalla (Herrich-Schäffer, 1861)
- A. schini Berg, 1885
- A. semidiscella Ragonot, 1888
- A. similis Balinsky, 1987
- A. singhalella Ragonot, 1888
- A. smeczella Roesler, 1973
- A. soederbomi Caradja, 1935
- A. spatzi Rothschild, 1915
- A. suboblitella (Ragonot, 1888)
- A. subpyrethrella (Ragonot, 1888)
- A. sulcatella Christoph, 1877
- A. syriopsidis Roesler, 1970
- A. syrtella (Ragonot, 1887)
- A. terpnella Roesler, 1965
- A. thiosticha Turner, 1947
- A. transcaspica Amsel, 1955
- A. trilineatella Hampson, 1896
- A. tripunctella Roesler, 1973
- A. turaniella Ragonot, 1887
- A. ulmiarrosorella Clemens, 1860
- A. umbrilimbella Ragonot, 1901
- A. uncinatella (Ragonot, 1890)
- A. undulatella Clemens, 1860
- A. ustocapitella (Hampson, 1901)
- A. velessa Dyar, 1914
- A. versicolorella (Ragonot, 1887)
- A. vittatella Ragonot, 1887
- A. xylinella (Staudinger, 1870)
- A. yerburii (Butler, 1884)